# گاوکوسه
گاوکوسه (به انگلیسی: Bull shark) یا کوسه زامبزی (به انگلیسی: Zambezi shark) (به‌طور غیررسمی در آفریقا، زامبزی و در نیکاراگوئه، کوسهٔ دریاچه نیکاراگوئه)، کوسه‌ای است که به‌طور عادی در سراسر جهان در آب‌های گرم و کم عمق، در طول سواحل و در رودخانه‌ها یافت می‌شود. گاوکوسه از کوسه‌ماهیان درنده و دارای طبیعتی پرخاش‌گر است و در آب‌های شور، آب‌های لب‌شور و آب‌های شیرین شامل مصب رودها و رودها یافت می‌شود. احتمالاً گاوکوسه‌ها مسئول اکثر حملات نزدیک ساحل از جمله حمله به گونه‌های دیگر هستند.
برخلاف کوسه‌های رودخانه‌ای سرده گلایفیس (به انگلیسی: Glyphis)، گاوکوسه‌ها، علی‌رغم توانایی برای زنده ماندن در زیستگاه‌های آب شیرین، کوسه‌های آب‌های شیرین حقیقی نیستند.

## پراکندگی و زیستگاه
گاوکوسه به‌طور عادی در سراسر دنیا در مناطق ساحلی اقیانوس‌های گرم، در رودخانه‌ها و دریاچه‌ها و اگر جریان‌های رودخانه‌ها به قدر کافی عمیق باشد در آب‌های شیرین و آب‌های شور آن‌ها پیدا می‌شوند. گاوکوسه‌ها تا عمق ۱۵۰ متری آب یافت می‌شوند، اما به‌طور معمول، در اعماق کمتر از ۳۰ متر به سر می‌برند.
در اقیانوس اطلس، گاوکوسه از ماساچوست تا جنوب برزیل و از مراکش تا آنگولا پراکندگی دارند. در اقیانوس هند، گاوکوسه از آفریقای‌جنوبی تا کنیا، هند، و ویتنام تا استرالیا یافت می‌شود. جمعیت‌هایی از گاوکوسه‌ها در تعدادی از رودخانه‌های بزرگ نیز پیدا می‌شوند، به عنوان مثال تصور می‌شود که بیش از ۵۰۰ گاوکوسه در رودخانه بریزبن زندگی می‌کنند. بنا به گزارش‌ها، گاوکوسه‌ای در حال شنا در خیابان‌های سیل گرفتهٔ بریزبن در کوئینزلند استرالیا در طی سیل‌های ۲۰۱۱–۲۰۱۰ کوئینزلند مشاهده شده است. تعدادی از گاوکوسه‌ها در یکی از خیابان‌های اصلی گودنا، کوئینزلند و مدت کوتاهی بعد از اوج سیل‌های ژانویه ۲۰۱۱ رویت شدند. یک کوسه بزرگ نیز در کانال‌های اسکاربورو، کوئینزلند به دام افتاد و همچنان شمار بیشتری گاوکوسه در کانال‌های گلد کوست، کوئینزلند وجود دارند.
در اقیانوس آرام این حیوان دریایی از کالیفرنیا تا اکوادور می‌تواند پیدا شود. گاو کوسه تا ۴۰۰۰ کیلومتری بالای رودخانه آمازون تا ایکوتس در پرو سفر کرده است. همچنین در آب‌های شیرین دریاچه نیکاراگوئه، در رودخانه‌های گنگ و براهماپوترا در بنگال غربی و آسام در هند شرقی و مجاور بنگلادش زندگی می‌کند. گاوکوسه می‌تواند در آب‌هایی با ترکیب نمک زیاد مانند مصب سنت لوسیا در آفریقای جنوبی زندگی‌کند. گاوکوسه عموماً در آب‌های ساحلی گرم و سیستم آب‌های ورودی به دریای موزامبیک و از طرف جنوب، شامل کوازولو ناتال و موزامبیک فعال است. این گونه تمایل متمایزی برای زندگی در جریان آب‌های گرم دارد.
بعد از طوفان کاترینا، خیلی از گاو کوسه‌ها در دریاچه پنچارتین رویت شدند. کوسه‌های‌گاوی گاهگاهی به بالای می‌سی‌سی‌پی به دوری بالای رودخانه آلتن و ایلینوی رفته‌اند. آن‌ها در رودخانه پتماک در مریلند نیز پیدا شده‌اند. یک مسیر دریاچهٔ زمین گلف در کوئین لند، استرالیا خانهٔ تعدادی گاوکوسه است. آن‌ها بر این عقیده‌اند که گاو کوسه‌ها به دنبال یک سیل در دهه ۱۹۹۰ در دریاچه گیر افتاده‌اند. این زمین گلف به تازگی روی این موضوع سرمایه‌گذاری کرده است و حالا میزبان مسابقات ماهانه‌ای است که چالش دریاچه کوسه نامیده می‌شود (به انگلیسی: Shark Lake Challenge).
این کوسه در خلیج فارس هم زندگی می‌کند و توانایی این را دارد تا درازای اروند رود را شنا کرده و خود را به رودخانهٔ کارون برساند و تنها گونه‌ای از کوسه است که توانایی این کار را دارا می‌باشد.

## ریشه‌شناسی
اسم گاوکوسه از درشتی هیکل، پهن بودن، پوزه تخت و رفتار پرخاشگرانه و غیرقابل پیش‌بینی آن‌ها می‌آید. در کشور هند، گاوکوسه‌ها ممکن است با گونهٔ کوسه‌ای ساندربان (به انگلیسی: Sudarbands) یا کوسهٔ رودخانهٔ گنگ (به انگلیسی: Ganges) اشتباه گرفته شوند. همچنین در آفریقا گاوکوسه معمولًا کوسهٔ رود خانهٔ زامبزی یا فقط زامبی نامیده می‌شوند. طیف گسترده و گوناگون زیستگاه‌های آن‌ها منجر به اسم‌های محلی زیادی می‌شود که شامل، کوسهٔ رودخانه گنگ (به انگلیسی: Ganges River shark)، صیاد فیتزروی کریک (به انگلیسی: Fitzroy Creek whaler)، کوسه‌های ون رویان (به انگلیسی: van Rooyen’s shark)، کوسه‌های دریاچهٔ نیکاراگوئه، (به انگلیسی: Lake Nicaragua shark)، وال آب شیرین، صیاد بالن خور، صیاد بالن رودخانه سوان، بچه کوسه و کوسه شُول نوز است.

## کالبدشناسی و ظاهر

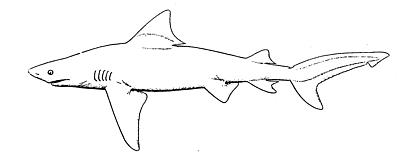
طرحی دوبعدی از یک گاوکوسه

گاوکوسه‌ها حیواناتی بزرگ و نیرومند هستند که ماده‌ها از نرهای این گونه بزرگ‌تر هستند. گاوکوسه‌ها تا ۸۱ سانتی‌متر در تولد خود می‌توانند بزرگ شوند. گاوکوسه‌های ماده بالغ میانگین ۲/۴ متر طول و معمولاً ۱۳۰ کیلوگرم وزن دارند در حالی که کمی کوچک‌تر، نرهای بالغ میانگین ۲/۲۵ متر طول و ۹۵ کیلوگرم وزن دارند. از آنجایی که بیشترین اندازه معمولاً ۳/۵ متر گزارش شده است، رکوردی مشکوک برای نمونه از ماده دقیقاً ۴ متر گزارش شده است. حداکثر وزن ثبت‌شده یک گاوکوسه ۳۱۵ کیلوگرم بوده است اما ممکن‌است بزرگتر نیز باشند. گاوکوسه‌ها پهن‌تر و سنگین‌تر از بقیه کوسه‌ها با اندازه سنجیدنی هستند. گاوکوسه‌ها در بالا خاکستری (کمر) و در پایین سفیداند (شکم). باله دومی آخر گاوکوسه‌ها کوچک‌تر از اولی است. همچنین باله دمی گاوکوسه‌ها نیز درازتر و پایین‌تر از بقیه کوسه‌هااست و دارای پوزهای کوچک هستند، و بین دو باله پشتی‌شان، هیچ شیاری وجود ندارد.
گاوکوسه دارای نیروی گاز گرفتن، ۶۰۰ کیلوگرم هستند، و بین ماهی‌های غضروفی بررسی شده، دارای بیشترین نیرو هستند.

## بوم‌شناسی
گاو کوسه‌ها درنده‌اند و به ندرت برای ترس به دیگر حیوانات حمله می‌کنند. انسان‌ها بزرگ‌ترین تهدید این حیوانات‌اند. کوسه‌های بزرگتر نظیر کوسه ببری و کوسه‌های بزرگ سفید ممکن است به آن‌ها حمله‌ور شوند. تصاویر مستندی در ارتباط با کرکودیل‌های آب شور در حال قربانی کردن گاو کوسه‌های جوان در رودخانه‌ها و مصب‌های استرالیای شمالی نیز وجود دارد.